# Poiana (Dâmbovița)
Poiana è un comune della Romania di 3 750 abitanti, ubicato nel distretto di Dâmbovița, nella regione storica della Muntenia.
Il comune è formato dall'unione di 2 villaggi: Poiana e Poienița.

## Storia
In seguito alla conquista della Dacia da parte di Traiano nel 101-106 d.C. per un decennio almeno fu posizionato un forte di truppe ausiliarie dell'esercito romano.